# Sporoxeia petelotii
Sporoxeia petelotii är en tvåhjärtbladig växtart som först beskrevs av Elmer Drew Merrill, och fick sitt nu gällande namn av Carlo Hansen. Sporoxeia petelotii ingår i släktet Sporoxeia och familjen Melastomataceae. Inga underarter finns listade i Catalogue of Life.